# Arguineguín
Arguineguín es una localidad del municipio de Mogán, Gran Canaria, España. Situado junto a la playa de las Marañuelas, es un puerto de pescadores y emplazamiento turístico. En 2015 tenía 2517 habitantes.

## Etimología
El nombre de Arguineguín es de origen incierto aunque, siendo uno de los primeros topónimos reflejados en Le Canarien, junto con Telde o Agüimes, parece de origen prehispánico, teniendo similitud con otros topónimos localizados en el continente africano, apareciendo Sebja Aguineiguín y la costa de Arguin, posiblemente todos de origen bereber.

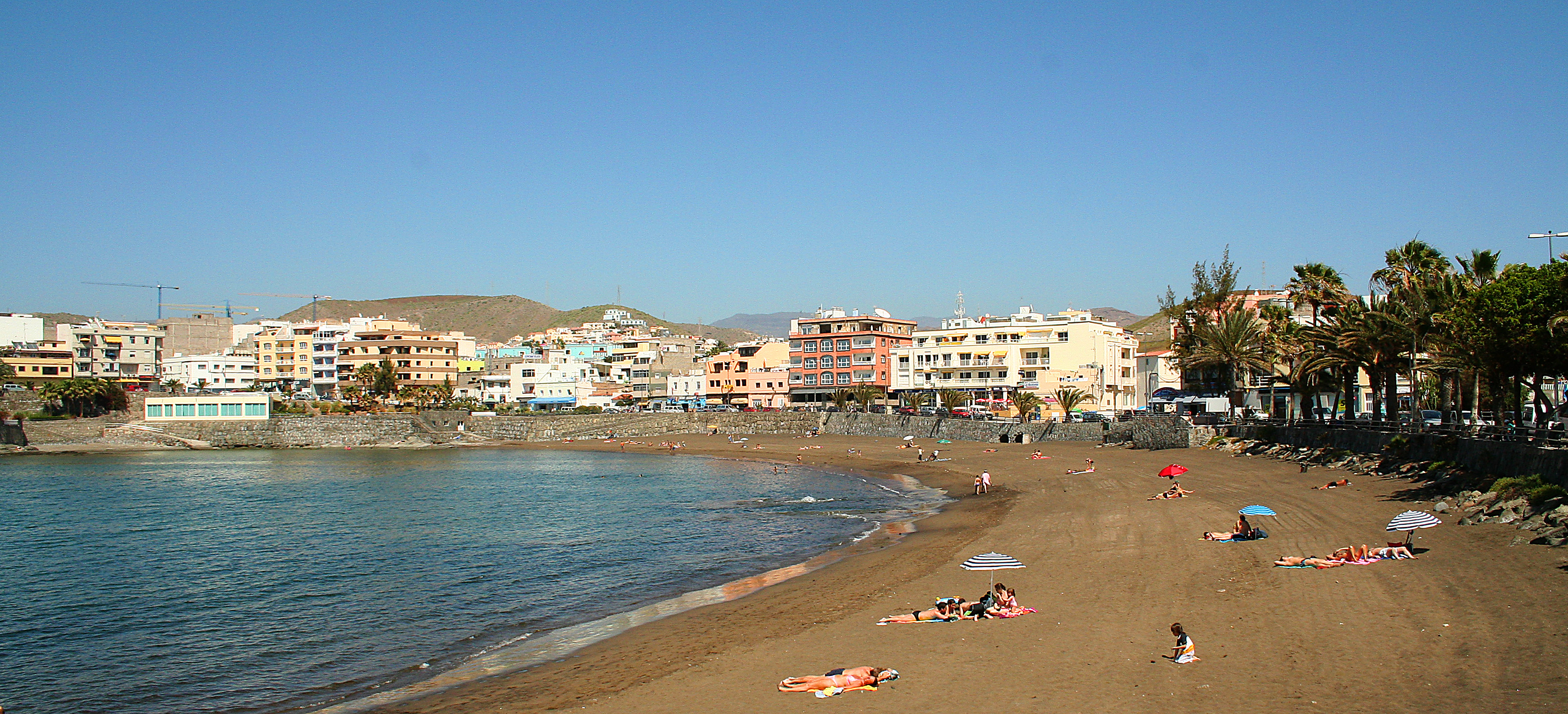
Playa de Arguineguín

Otra teoría establece una relación con el euskera a través de los pescadores vascos que recorrían el Atlántico en épocas anteriores a la conquista castellana de Gran Canaria, dado que "argi" (luz) y "egin" (hacer) son vocablos de dicho idioma.[cita requerida]

## Historia
En la Antigüedad se conocía como Arguineguín toda la zona que hoy se encuentra a menos de 7 km del pueblo actual, por eso se dice que un pequeño número de aborígenes canarios vivían en Arguineguín, en la actual playa de Triana, a unos 3 km del Pajar, municipio de San Bartolomé de Tirajana.